# مانانجارا
مانانجارا (به لاتین: Mananjara) یک منطقهٔ مسکونی در ماداگاسکار است که در آنالامانگا واقع شده‌است. مانانجارا ۲۵ کیلومتر مربع مساحت و ۴٬۱۱۷ نفر جمعیت دارد و ۱٬۳۸۶ متر بالاتر از سطح دریا واقع شده‌است.